# Eberhard Barbi
Eberhard Barbi (* 11. Mai 1935 in Magdeburg; † 17. September 2017 in Leezen) war ein deutscher Komponist und Chorleiter.

## Leben
Eberhard Barbi wurde als Sohn eines Lehrers geboren und widmete sich bereits im Jugendalter der Komposition. Nach dem Abitur studierte er am Pädagogischen Institut in Halle (Saale). Ab 1973 wirkte er als Lehrer und Chorleiter in Schwerin und Pampow. Für sein beispielhaftes Sammeln und Aufbereiten niederdeutscher Volkslieder wurde er 2005 mit dem Ludwig-Reinhard-Kulturpreis des Landkreises Ludwigslust ausgezeichnet. Für sein Lebenswerk wurde er 2004 mit dem Johannes-Gillhoff-Preis ausgezeichnet.

## Werke
- Heimatbiller. Volksdruckerei Hagenow, 1984
- De Eikboom. Normedia GmbH, Schwerin 2000 (CD)
- (als Sammler und Bearbeiter): Pampower niederdeutsche Liederhefte. 10 Hefte, Nordwindpress, Pampow 2000–2005